# ヨハネス・フェルメール

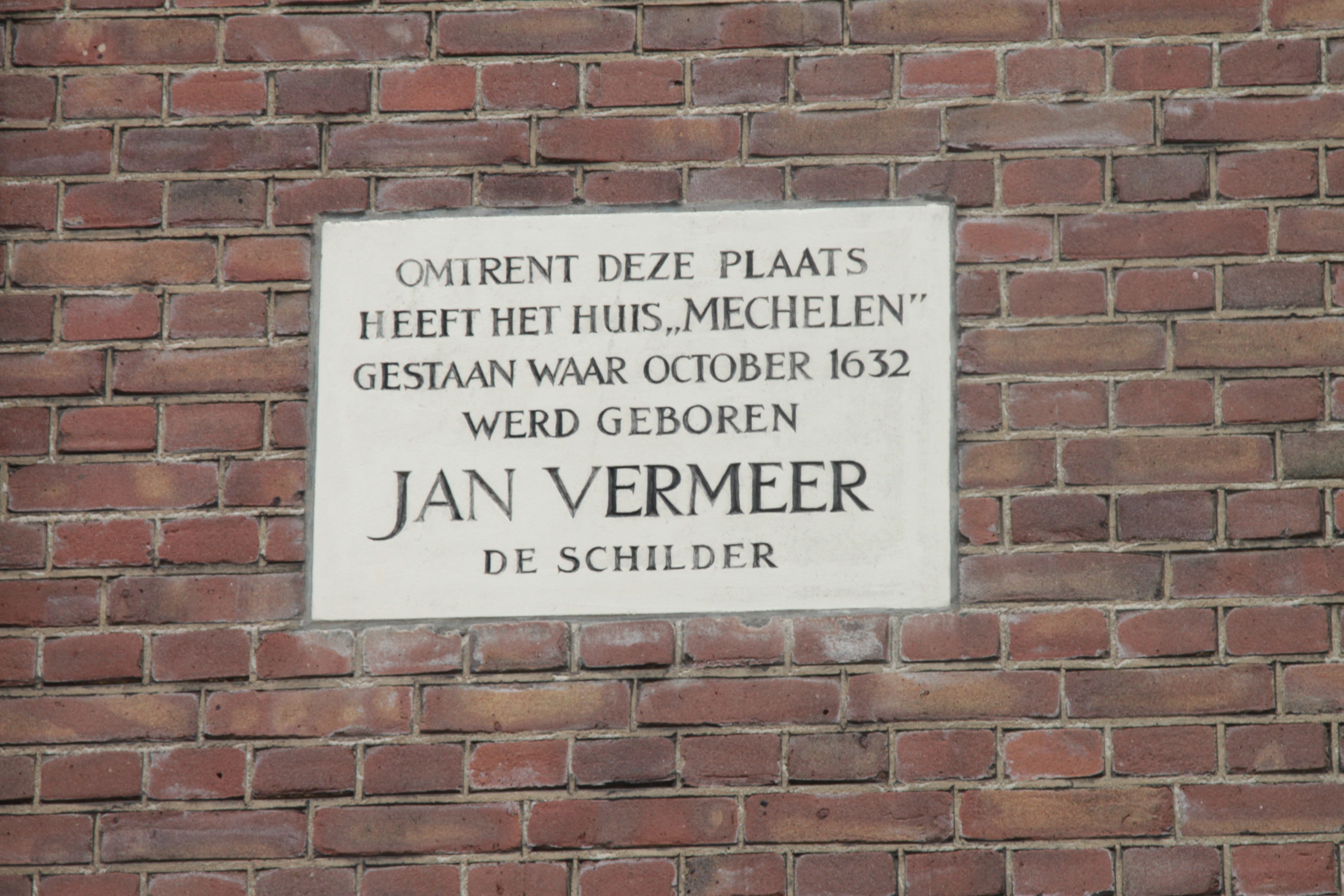
デルフトに現存する居住跡を示すプレート

ヨハネス・フェルメール（Johannes Vermeer オランダ語: [joːˈɦɑnəs vərˈmeːr], 1632年10月31日? - 1675年12月15日? 本名ヤン・ファン・デル・メール・ファン・デルフト (Jan van der Meer van Delft））は、ネーデルラント連邦共和国（現オランダ）の画家で、バロック期を代表する画家の1人である。映像のような写実的な手法と綿密な空間構成そして光による巧みな質感表現を特徴とする。

## 概要
フェルメールは、同じオランダのレンブラント、イタリアのカラヴァッジョ、フランドルのルーベンス、スペインのベラスケスなどとともに、バロック絵画を代表する画家の1人である。また、レンブラントやハルスと並ぶ17世紀オランダ黄金時代の代表画家である。
生涯のほとんどを故郷デルフトで過ごした。最も初期の作品の一つ『マリアとマルタの家のキリスト』（1654年-55年頃）に見られるように、彼は初め物語画家として出発したが、やがて1656年の年記のある『取り持ち女』の頃から風俗画家へと転向していく。現存する作品点数は、研究者によって異同はあるものの、32から37点と少ない。このほか記録にのみ残っている作品が少なくとも10点はある。

## 生涯

### 出生
1632年にデルフトに生まれる。同年10月31日にデルフトで洗礼を受けた。本業の絹織物職人を勤める傍ら、パブと宿屋を営んでいた父レイニエル・ヤンスゾーン・フォスは（後に姓をフォスからファン・デル・メールに変えている）、ヨハネス誕生の前年に画家中心のギルドである聖ルカ組合に画商として登録されている。ヨハネスの本名のファン・デルフトは「デルフトの」という意味で、彼がアムステルダム在住の同姓同名の人物と間違えられないように付け加えたものである。父親の姓フォス (Vos) は英語のきつね (Fox) を意味するものだった。父がなぜファン・デル・メールに改姓したのか、またヨハネスがなぜそれを短縮して「フェルメール」としたのかは分かっていない。10年後の1641年には現在フェルメールの家として知られる家を購入し、フランドルのメヘレンに因んで名付け転居した。

### 結婚と画家としての出発
フェルメールは、1653年4月5日、カタリーナ・ボルネスという女性と結婚したが、彼の父に借金があったことや、彼がカルヴァン派のプロテスタントであるのに対して、カタリーナはカトリックであったことなどから、当初カタリーナの母マーリア・ティンスにこの結婚を反対された。デルフトの画家レオナールト・ブラーメルが結婚立会人を務めている。
この8か月後に聖ルカ組合に親方画家として登録されているが、当時親方画家として活動するには6年の下積みが必要だったため、これ以前に誰かの弟子として修業を積んだはずだが、師事した人物については不明。カレル・ファブリティウスとの説もあるが、確証がない。なお修業地はデルフト以外の場所だった模様。新婚当初はメヘレンにて生活していたが、しばらくしてカタリーナの実家で大変裕福な母親とともに暮らしを始めている。この理由はよく分からないが、カレル・ファブリティウスも命を落とし、作品の大半を焼失させた1654年の大規模な弾薬庫の爆発事故が原因とする説がある。彼らの間には15人の子供が生まれたが、4人は夭折（ようせつ）した。それでも13人の大家族であり、画業では養うことができなかったため、裕福な義母マーリアに頼らざるを得なかったと思われる。

### 全盛期

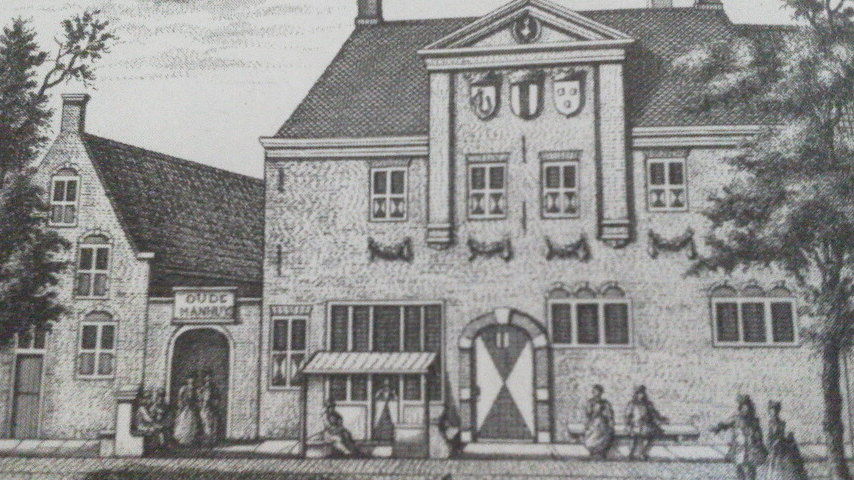
聖ルカ組合（1730年頃、銅版画）

父親の死後、1655年に実家の家業を継いで、パブ兼宿屋でもあったメヘレンの経営に乗り出している。こういった収入やパトロン、先述の大変裕福だった義母などのおかげで、当時純金と同じほど高価だったラピスラズリを原料とするウルトラマリンを惜しげもなく絵に使用できた。また、この年の9月20日ピーテル・デ・ホーホが聖ルカ組合に加入したことで、彼との親密な付き合いが始まった。この2人はのちに「デルフト派」と呼ばれるようになる。他のオランダの都市に比べて、この時代のデルフトの美術品・工芸品は、よりエレガントな傾向があるが、それはデルフトの上品な顧客層やオランダ総督を務めたオラニエ＝ナッサウ家の宮廷があるデン・ハーグに近く、宮廷関係の顧客の好みが作風に反映されていたからで、フェルメールやデ・ホーホも洗練された画風の静寂な作品を描いている。
1657年から彼は生涯最大のパトロンであり、デルフトの醸造業者で投資家でもあるピーテル・ファン・ライフェンに恵まれた。このパトロンはフェルメールを支え続け、彼の作品を20点所持していた。彼の援助があったからこそ、仕事をじっくり丁寧にこなすことができ、年間2、3作という寡作でも問題なかったと考えられる。
1662年から2年間聖ルカ組合の理事を務め、また1669年からも2年間同じ役職に就いている。2度にわたって画家の組合である聖ルカ組合の理事に選出されるのは大変珍しいことであり、生前から画家として高い評価を受けていたことが窺われる。

### 不遇の時代
レンブラントの時代は好景気に沸いていたが、1670年代になると、画家兼美術商である彼にとって冬の時代が始まった。第3次英蘭戦争が勃発したことでオランダの国土は荒れ、経済が低迷していったことや、彼とは違った画風をとる若手画家の台頭によって彼自身の人気が低迷していったことが原因である。追い打ちをかけるように、この頃にファン・ライフェンも亡くなった。さらに、戦争によって彼の義母はかつてほど裕福でなくなり、オランダの絵画市場も大打撃を受けた。戦争勃発以降、彼の作品は1点も売れなくなり、市民社会の流行の移り変わりの激しさにも見舞われることになった。この打撃によって、オランダの画家数は17世紀半頃と17世紀末を比べると4分の1にまで減少している。

### 死去
フェルメールの11人の子供のうち、8人が未成年であったため（当時の未成年は25歳未満を指した）、大量に抱えた負債をなんとかしようと必死で駆け回ったが、とうとう首が回らなくなった。そして、1675年にデルフトで死去した（死因不明）。12月16日に埋葬されたとの記録があるが、正確な死亡日は分かっていない。42歳、または43歳没。
同郷同年生まれの織物商であり博物学者としても知られるアントニ・ファン・レーウェンフックが死後の遺産管財人となった。
フェルメールの死後、妻カタリーナには一家を背負う責任がのしかかったが、結局破産し、過酷な生活を送る羽目となった。しかし、カタリーナの母マーリアはフェルメールの莫大な負債から孫たちを守るためにその遺産を直接孫たちに手渡したため、カタリーナの生活を改善してやることはできなかった。1680年にはマーリアも死去し、フェルメールの死後12年経った1687年、56歳でカタリーナも死去した。

## 後世

### 「忘れられた画家」と「再発見」
聖ルカ組合の理事に選出されていたことからも明らかなように、生前は画家として高い評価を得ていた。死後20年以上たった1696年の競売でも彼の作品は高値が付けられている。
しかしながら、18世紀に入った途端、フェルメールの名は急速に忘れられていった。この理由として、あまりに寡作だったこと、それらが個人コレクションだったため公開されていなかったこと、芸術アカデミーの影響でその画風や主だった主題が軽視されていたことが挙げられる。もっとも、18世紀においても、ジョシュア・レノルズは、オランダを旅した際の報告において、彼について言及している。
19世紀のフランスにおいて、ついに再び脚光を浴びることとなる。それまでのフランス画壇においては、絵画は理想的に描くもの、非日常的なものという考えが支配的であったが、それらの考えに反旗を翻し、民衆の日常生活を理想化せずに描くギュスターヴ・クールベやジャン＝フランソワ・ミレーが現れたのである。この新しい絵画の潮流が後の印象派誕生へつながることとなった。このような時代背景の中で、写実主義を基本とした17世紀オランダ絵画が人気を獲得し、フェルメールが再び高い評価と人気を勝ち得ることとなった。
1866年にフランス人研究家トレ・ビュルガーが美術雑誌「ガゼット・デ・ボザール」に著した論文が、フェルメールに関する初の本格的なモノグラフである。当時フェルメールに関する文献資料は少なく、トレ・ビュルガーは自らをフェルメールの「発見者」として位置付けた。しかし、実際にはフェルメールの評価は生前から高く、完全に「忘れられた画家」だったわけではない。トレは研究者であっただけでなくコレクターで画商であったため、フェルメール「再発見」のシナリオによって利益を得ようとしたのではないかと言う研究者もいる。彼は70点以上の作品をフェールメールと認定したが、これら多くはその後の研究によって別人の作だとわかり、次々と作品リストから取り除かれていった。
その後、マルセル・プルーストやポール・クローデルといった文学者などから高い評価を得た。
フェルメールのモチーフはこれまで検討されていないが、当時出島からオランダにもたらされ、評判を呼んだ日本の着物と見える衣裳の人物像が5点ほど見える。オランダ絵画の黄金時代を花開かせた商人の経済力には、当時、世界的に注目を受けていた石見銀山で産出した銀が、出島からオランダにもたらされ莫大な利益を生んでいたことも関係している。

### メーヘレン事件
1937年、フェルメールの作とされる『エマオの食事』が発見された。それは今までに知られたフェルメールの様式とは異なる宗教画であったが、当時のオランダ美術界の権威であるアーブラハム・ブレディウスが鑑定して真作と認めた上、フェルメールの傑作とまで評した。この作品はボイマンス美術館がオランダ絵画としては当時の最高額である52万ギルダーで購入した。その後も、ナチス・ドイツの占領下にあるオランダで新たなフェルメールの宗教画が次々と発見されていった。
1945年5月、ナチス・ドイツ敗戦後に押収されたナチス幹部ヘルマン・ゲーリングの美術品群からフェルメールの作とされる『姦通の女』が発見された。捜査の結果、オランダ人画家・画商のハン・ファン・メーヘレンが売ったことがわかり、彼は国宝を敵国に売った敵国幇助の罪で逮捕された。ところが取り調べにおいて、メーヘレンは『姦通の女』が自作の贋作であることを告白した。専門家は『エマオの食事』との類似点を挙げ、メーヘレンが罪を逃れるために虚偽の告白をしたと指摘したが、メーヘレンはそれも自分が描いたと告白した。科学鑑定の結果、最終的にメーヘレンの告白は事実と認められ、1930年代以降に新たに発見されたとするフェルメール8点（8点はメーヘレンが売って世に出た数であり、習作として制作し、アトリエに飾っていた贋作がもう2点ある）がメーヘレンによる贋作だと判明した。
メーヘレンは一部代金の代わりにナチスに略奪されたオランダの真作絵画を含む137点を受け取っていたこともあり、事実が明らかになるとナチスを欺いてオランダの国宝を守った英雄と評された。現代でもアムステルダム国立美術館やボイマンス美術館においてメーヘレンが描いたフェルメールの贋作を観ることができる。

### フェルメールとダリ
シュルレアリストとして有名な画家サルバドール・ダリは、フェルメールを絶賛しており、自ら『テーブルとして使われるフェルメールの亡霊』（1934年、ダリ美術館）、『フェルメールの「レースを編む女」に関する偏執狂的＝批判的習作』（1955年、グッゲンハイム美術館）など、フェルメールをモチーフにした作品を描いている。
ダリは著書の中で、歴史的芸術家達を技術、構成など項目別に採点しており、レオナルド・ダ・ヴィンチやパブロ・ピカソなど名だたる天才の中でも、フェルメールに最高点をつけている。独創性において1点減点する以外はすべて満点をつけた。

### 盗難事件

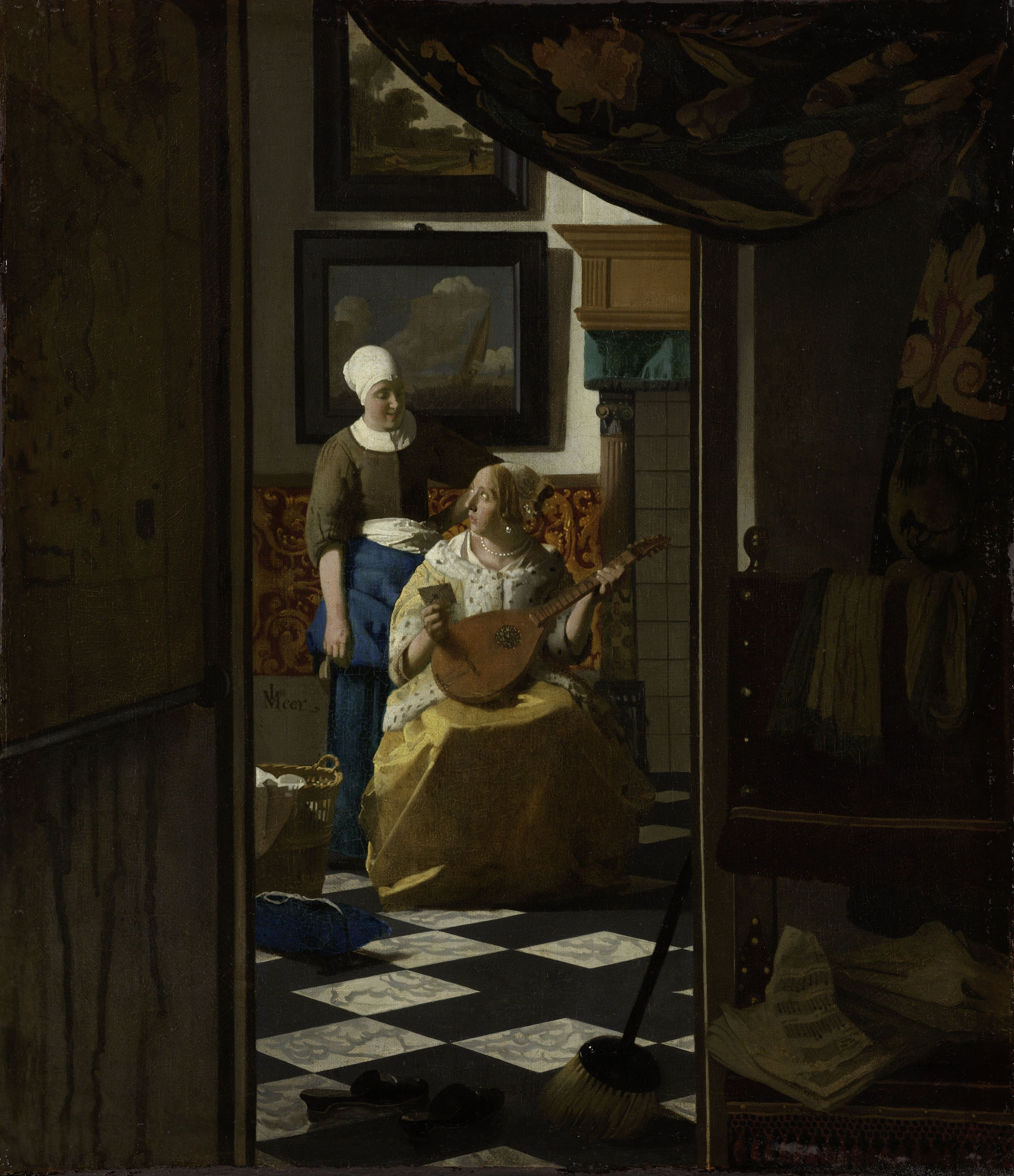
『恋文』

1970年代以降、フェルメールの作品はたびたび盗難に遭った。
1971年、アムステルダム国立美術館所蔵の『恋文』が、ブリュッセルで行われた展覧会への貸し出し中に盗難に遭った。程なく犯人は逮捕されたが、盗難の際に木枠からカンバスをナイフで切り出し、丸めて持ち歩いたため、周辺部の絵具が剥離してしまい、作品は深刻なダメージを蒙った。
1974年2月23日、『ギターを弾く女』がロンドンの美術館であるケンウッド・ハウスから盗まれている。この作品と引き換えに、無期懲役刑に処せられているIRA暫定派のテロリスト、プライス姉妹をロンドンの刑務所から北アイルランドの刑務所に移送せよとの要求が犯人から突きつけられた。
さらに5週間後の4月26日には、ダブリン郊外の私邸ラスボロー・ハウスからフェルメールの『手紙を書く婦人と召使』を始めとした19点の絵画が盗まれた。こちらの犯人からは、同じくプライス姉妹の北アイルランド移送と、50万ポンドの身代金の要求があった。
イギリス政府はいずれの要求にも応じなかったものの、『手紙を書く婦人と召使』などケンウッド・ハウスから盗まれた絵画は、翌週5月4日に、別件で逮捕されたIRAメンバーの宿泊先から無事保護された。さらに『ギターを弾く女』も盗難から2か月半後の5月6日、スコットランドヤードに対しロンドン市内の墓地に置かれているという匿名の電話があり、無事保護された。
ラスボロー・ハウスの『手紙を書く婦人と召使』は1986年にも盗まれたが、7年後の1993年に、おとり捜査によって犯人グループが逮捕され、作品は取り戻されている。
1990年3月18日の深夜1時過ぎ、ボストンのイザベラ・スチュワート・ガードナー美術館にボストン市警の警察官を名乗る2人組が現れて警備員を拘束、フェルメールの『合奏』を始め、レンブラントの『ガリラヤの海の嵐』、ドガ、マネの作品など計13点を強奪の上、逃走した。被害総額は当時の価値で2億ドルとも3億ドルともいわれ、史上最大の美術品盗難事件となってしまった。これらの絵画は依然として発見されていない。

## 作品

### 技法
人物など作品の中心をなす部分は精密に描き込まれた濃厚な描写になっているのに対し、周辺の事物はあっさりとした描写になっており、生々しい筆のタッチを見ることができる。この対比によって、見る者の視点を主題に集中させ、画面に緊張感を与えている。『レースを編む女』の糸くずの固まり、『ヴァージナルの前に立つ女』の床の模様などが典型的な例として挙げられる。また、その絵の意味を寓意する画中画が描かれた作品が多い。
フェルメールの絵に使用される鮮やかな青は「フェルメール・ブルー」と呼ばれる（天然ではラピスラズリに含まれるウルトラマリンという顔料に由来）。
少女の髪や耳飾りが窓から差し込む光を反射して輝くところを明るい絵具の点で表現しており、この技法はポワンティエ (pointillé) 技法（点綴技法）と呼ばれ、フェルメールの作品における特徴の1つとされる。また、フェルメールの場合、本来は光を反射しないようなものまで視線をひきつけるために反射しているかのように小さいものの白くポワンティエが入れられている。
フェルメールは、描画の参考とするため既に当時存在していたカメラ・オブスクラ（暗箱カメラ）を用いていたという説がある。根拠として、彼の用いたポワンティエ技法による描写が暗箱カメラの画像を思わせる（彼の絵画が一般にイメージされるところより意外に小さいためか、中には、写し撮ったものをなぞって描いたのではないかという説もある。）、絵画のうち『士官と笑う女』（別名：兵士と笑う女）の士官と女の遠近感の差や光の効果からレンズを使ったのではないか、といった点があげられている。
彼の用いた遠近法については、NHK制作のドキュメンタリー（ハイビジョンスペシャル）「フェルメール盗難事件」にて別の研究成果が紹介された。まず、絵の一部に消失点となる点を決め、そこに小さな鋲（びょう）のようなものを打つ。次に、それにひもを結びつけてひっぱる。このとき、このひもにチョークを塗り、大工道具の墨壺（すみつぼ）のような原理で直線を引く。この線と実際の絵を比較すると、窓やテーブルの角のラインが一致している。フェルメールの17の作品において鋲を打っていたと思われる場所に小さな穴があいていることからもこの手法がとられていた可能性は高い。
フェルメールからインスピレーションを受けたアーティストは多い。たとえば料理写真家のエイミー・ツイガーはフェルメールが描いた乳母の優雅さにインスピレーションを受けた。彼女の作風は、特に『窓辺の読書少女』の「絨毯とカーテン」を思わせる。

### 初期の物語画

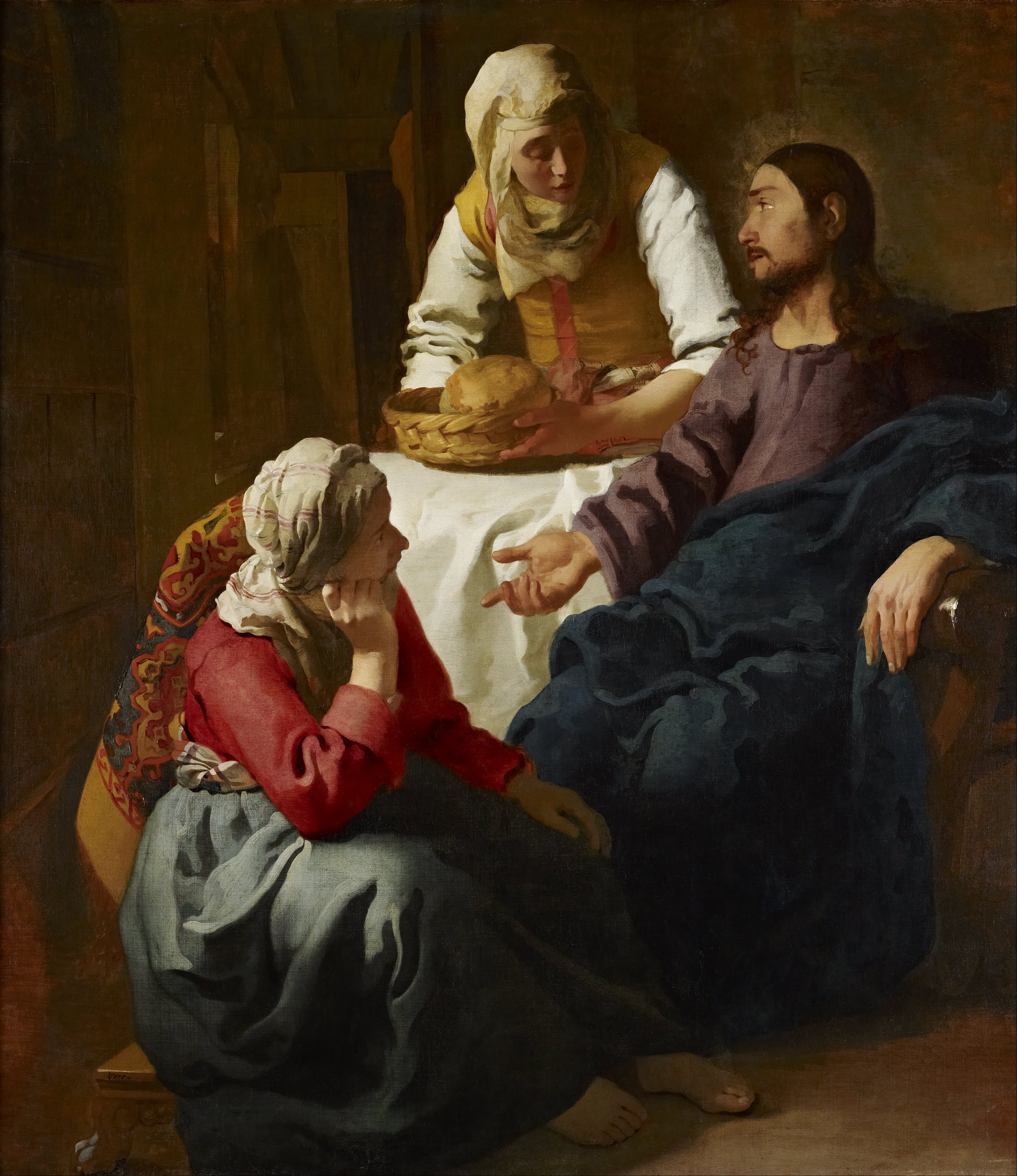
『マリアとマルタの家のキリスト』1654年 - 1655年頃。スコットランド国立美術館（エディンバラ）。
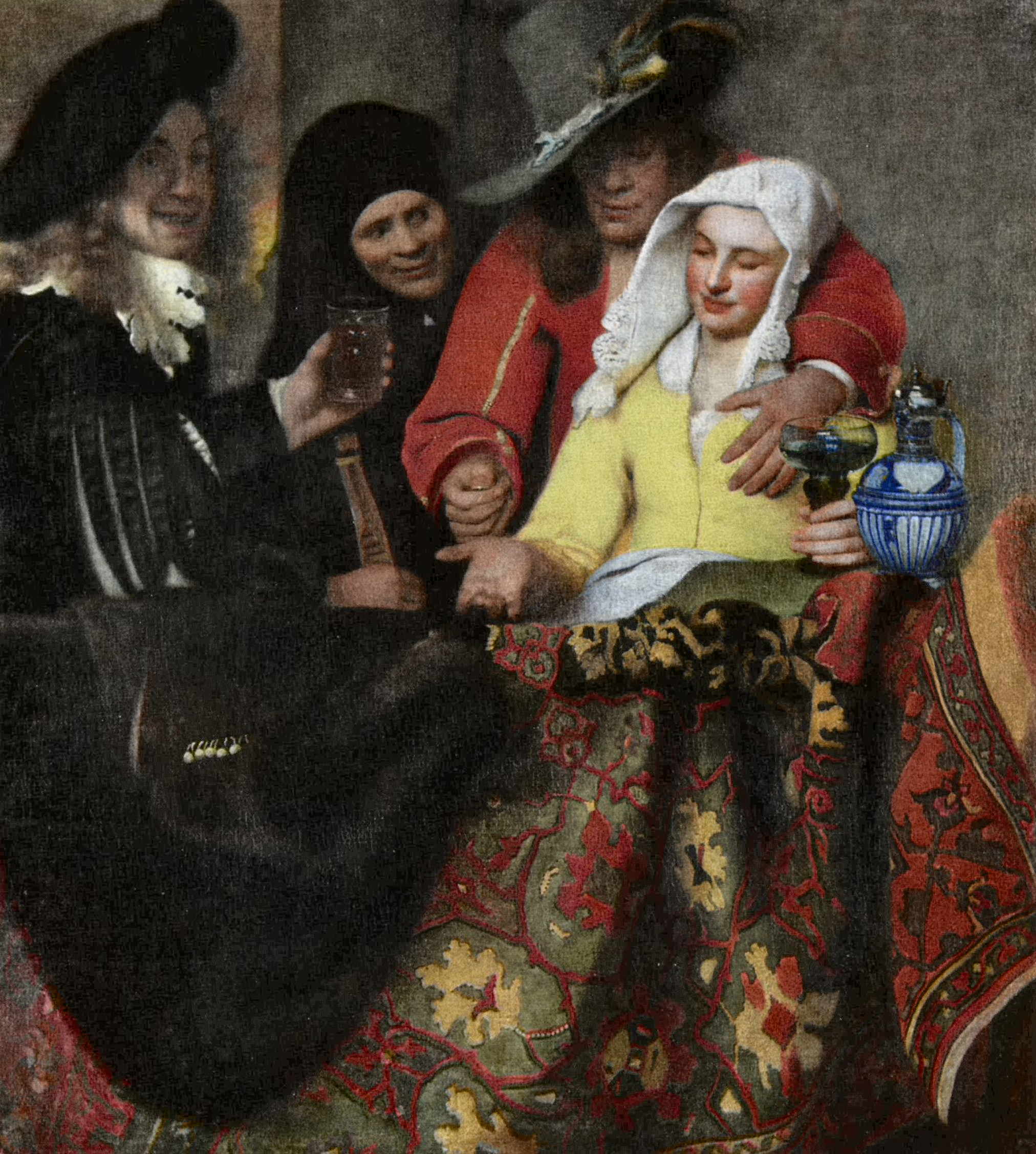
『取り持ち女』1656年。アルテ・マイスター絵画館（ドレスデン）。
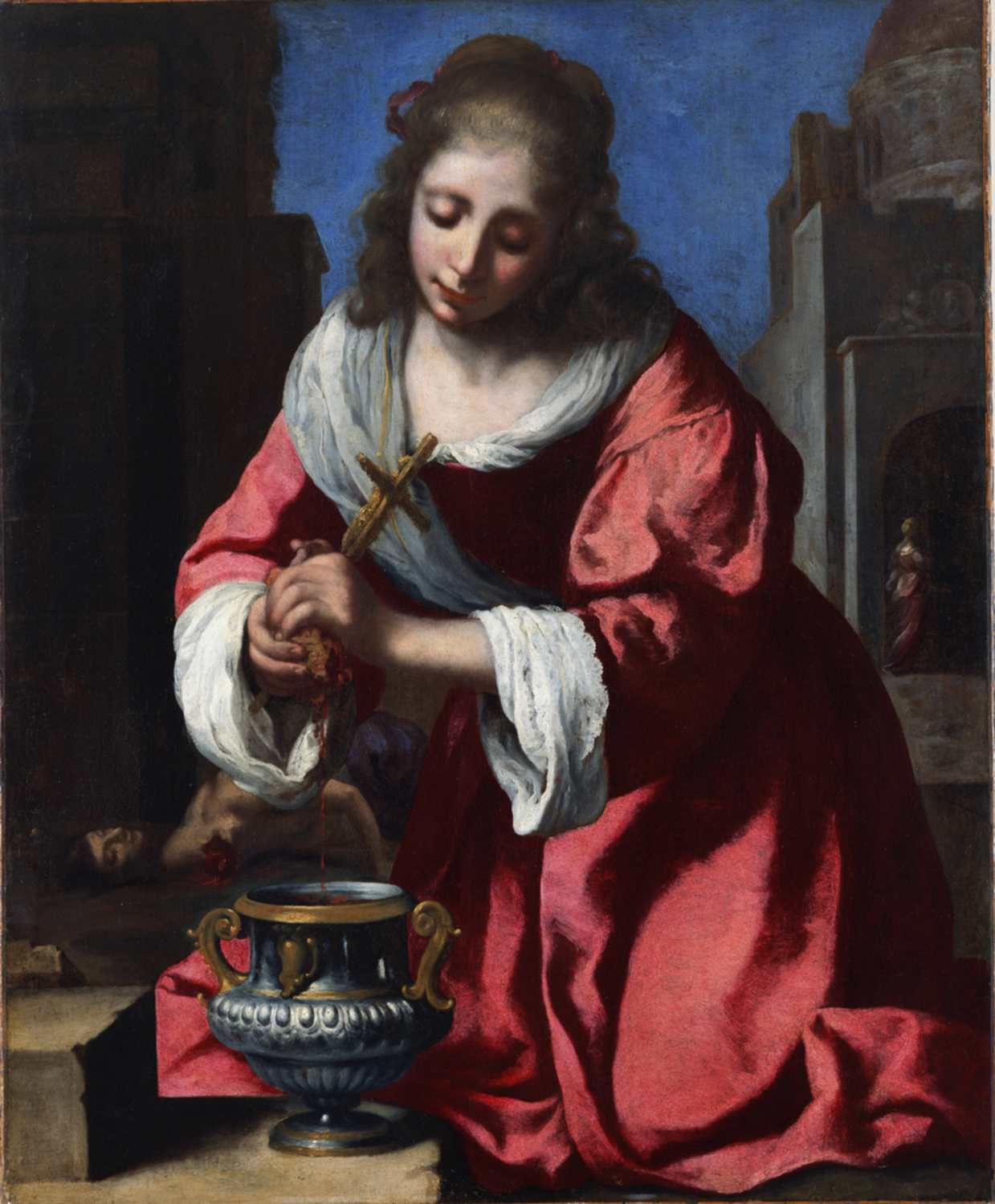
『聖プラクセディス』
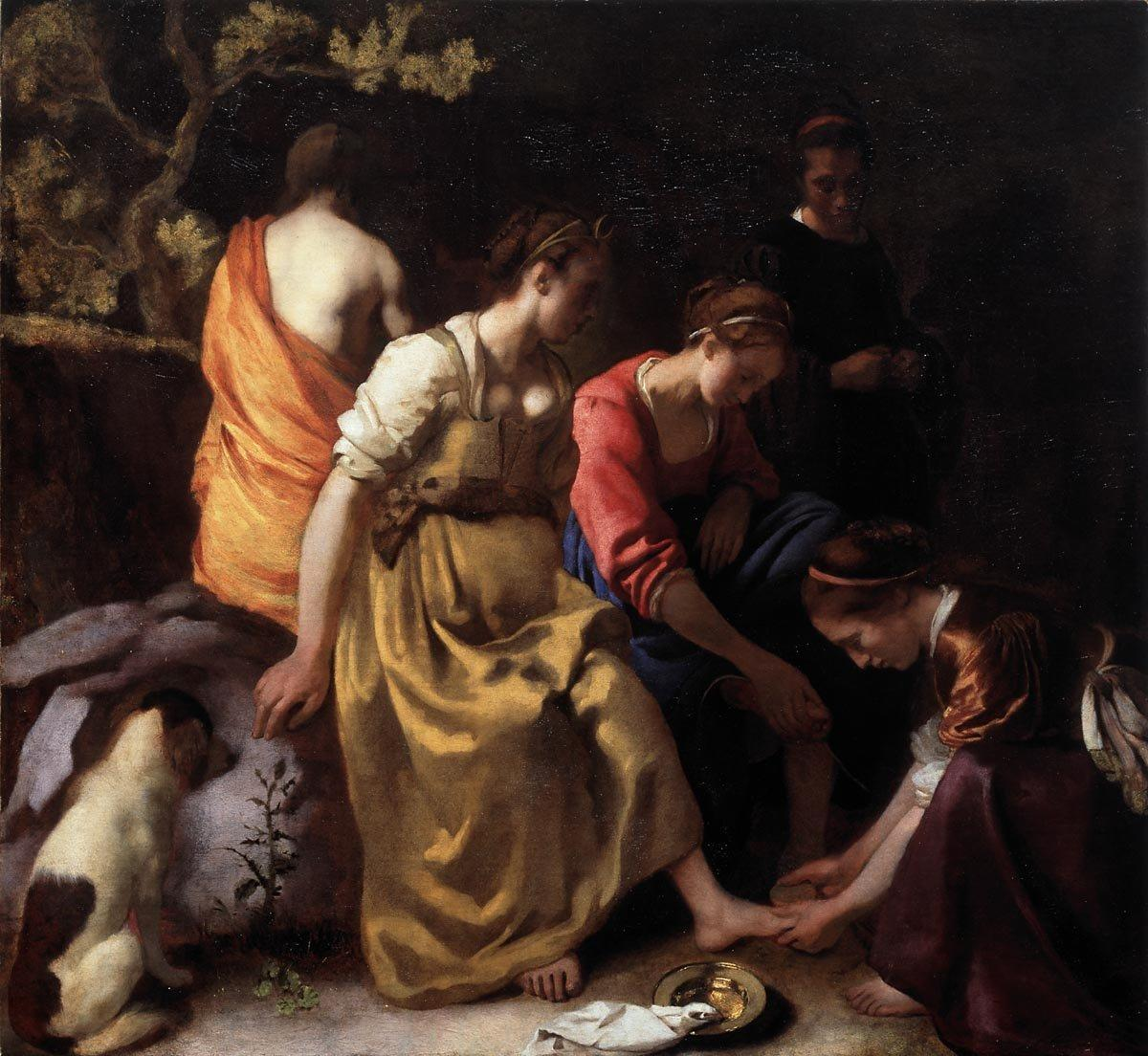
『ディアナとニンフたち』

### 風俗画

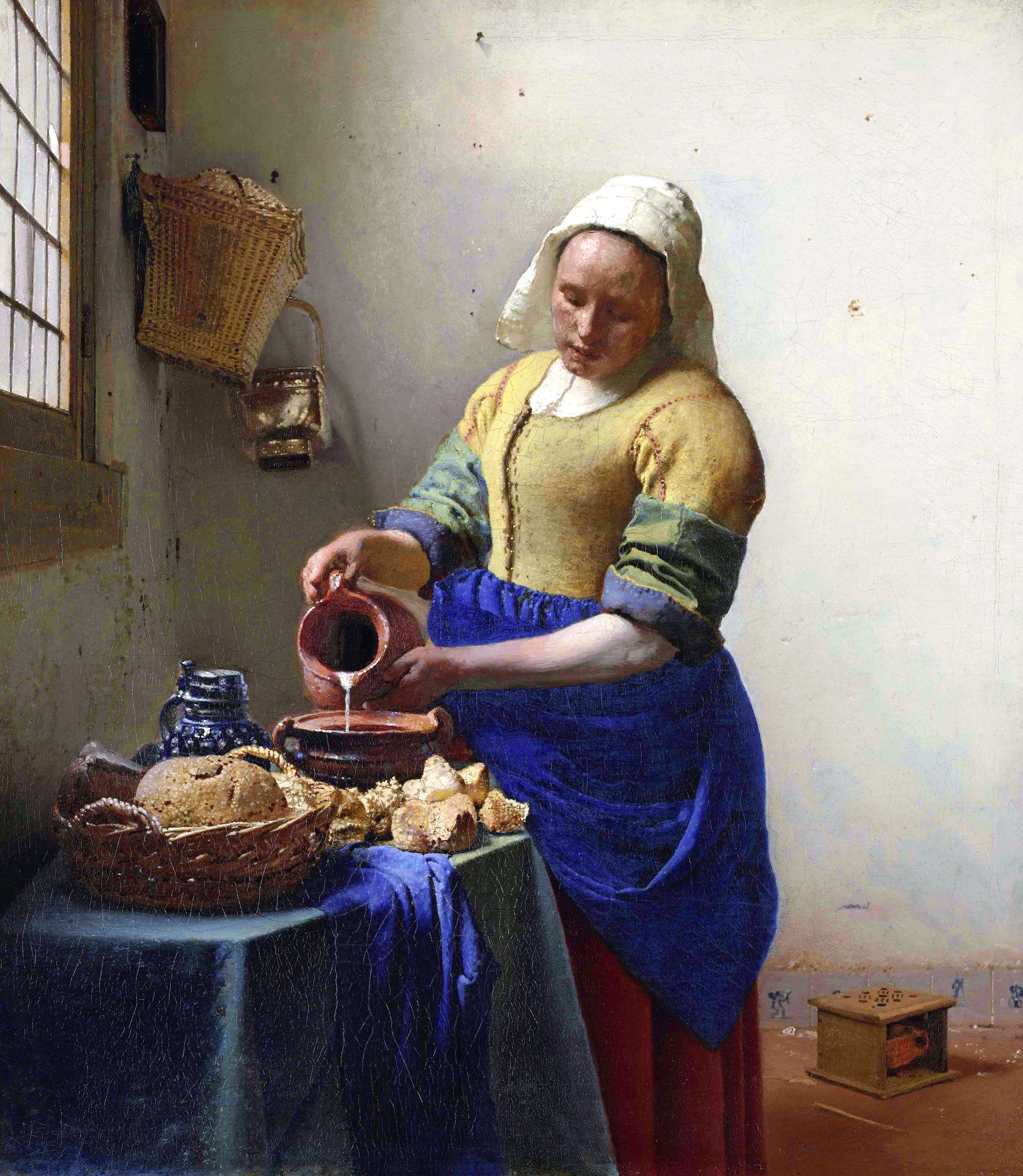
『牛乳を注ぐ女』1658年 - 1660年頃。 アムステルダム国立美術館。
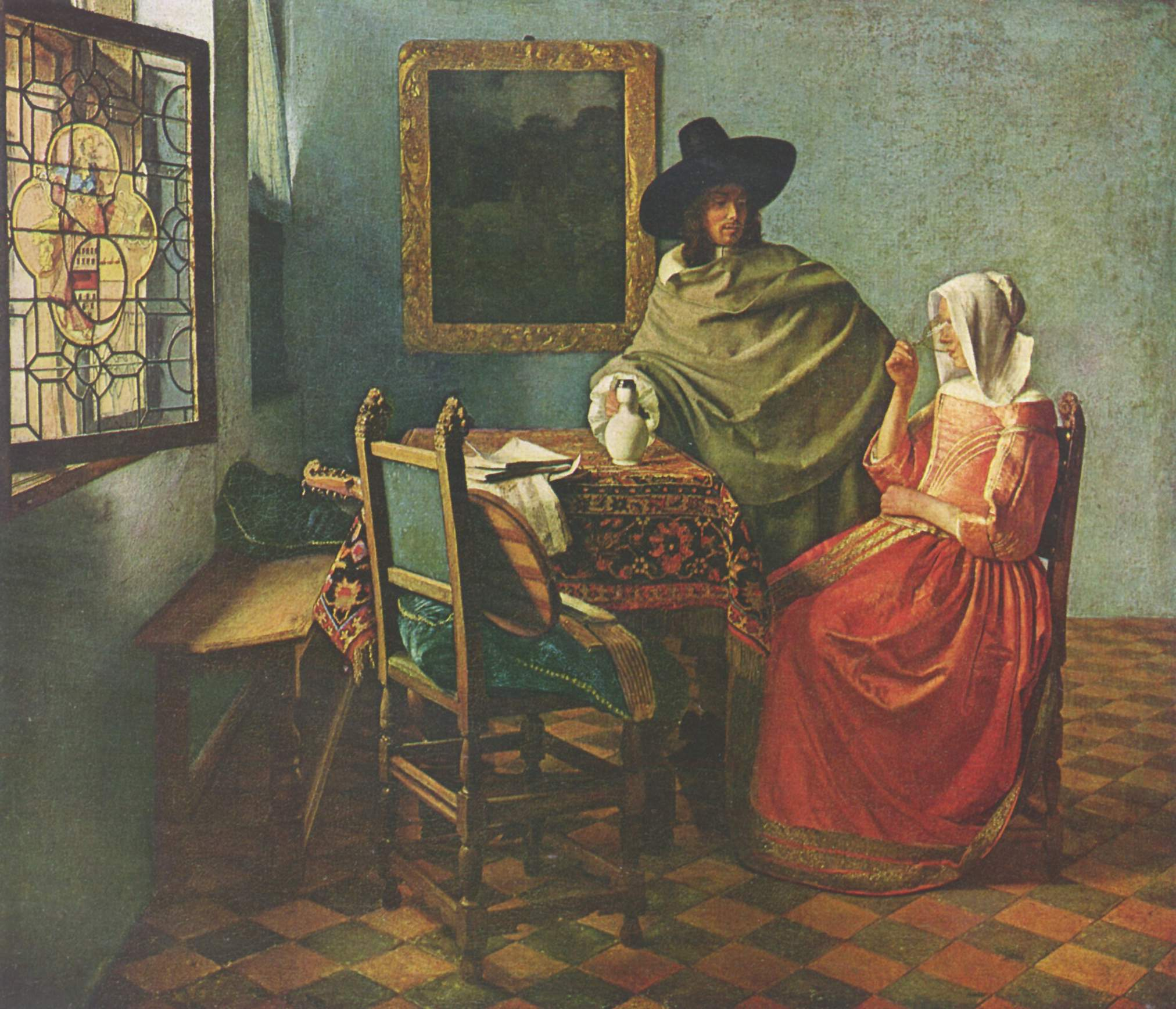
『紳士とワインを飲む女』1658年頃。絵画館（ベルリン）。
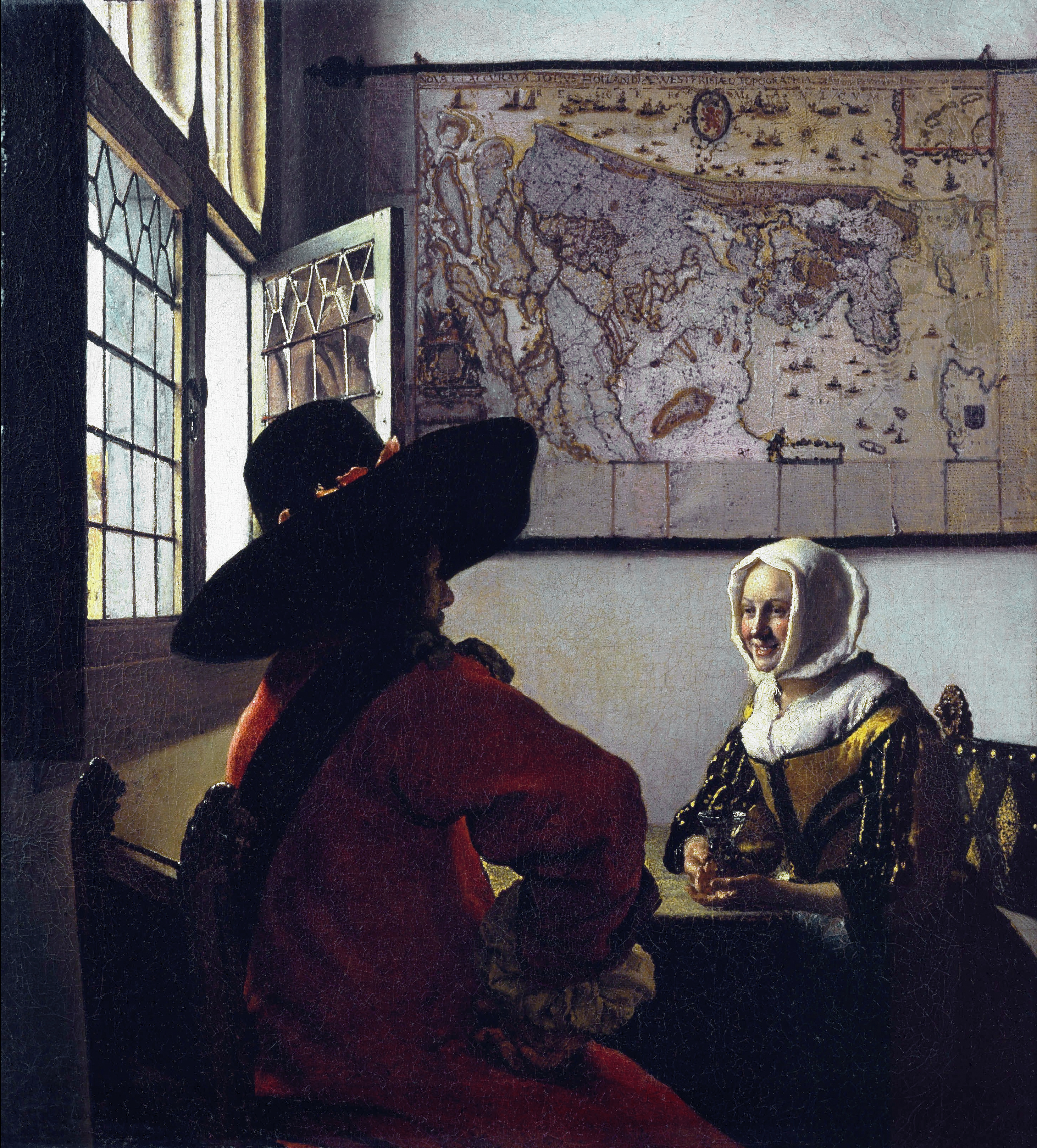
『兵士と笑う女』1658年頃。フリック・コレクション（ニューヨーク）。
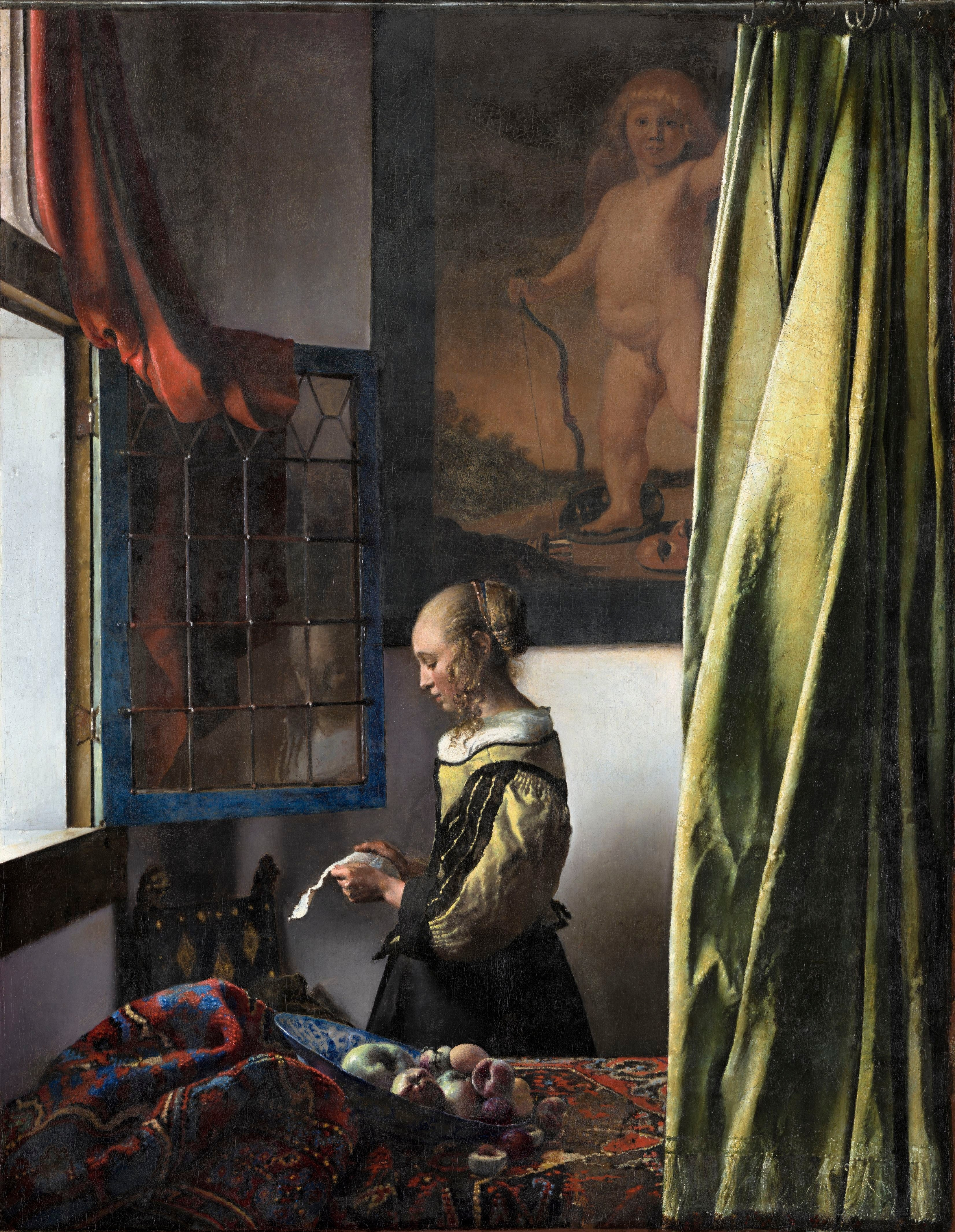
『窓辺で手紙を読む女』1659年頃。アルテ・マイスター絵画館（ドレスデン）。
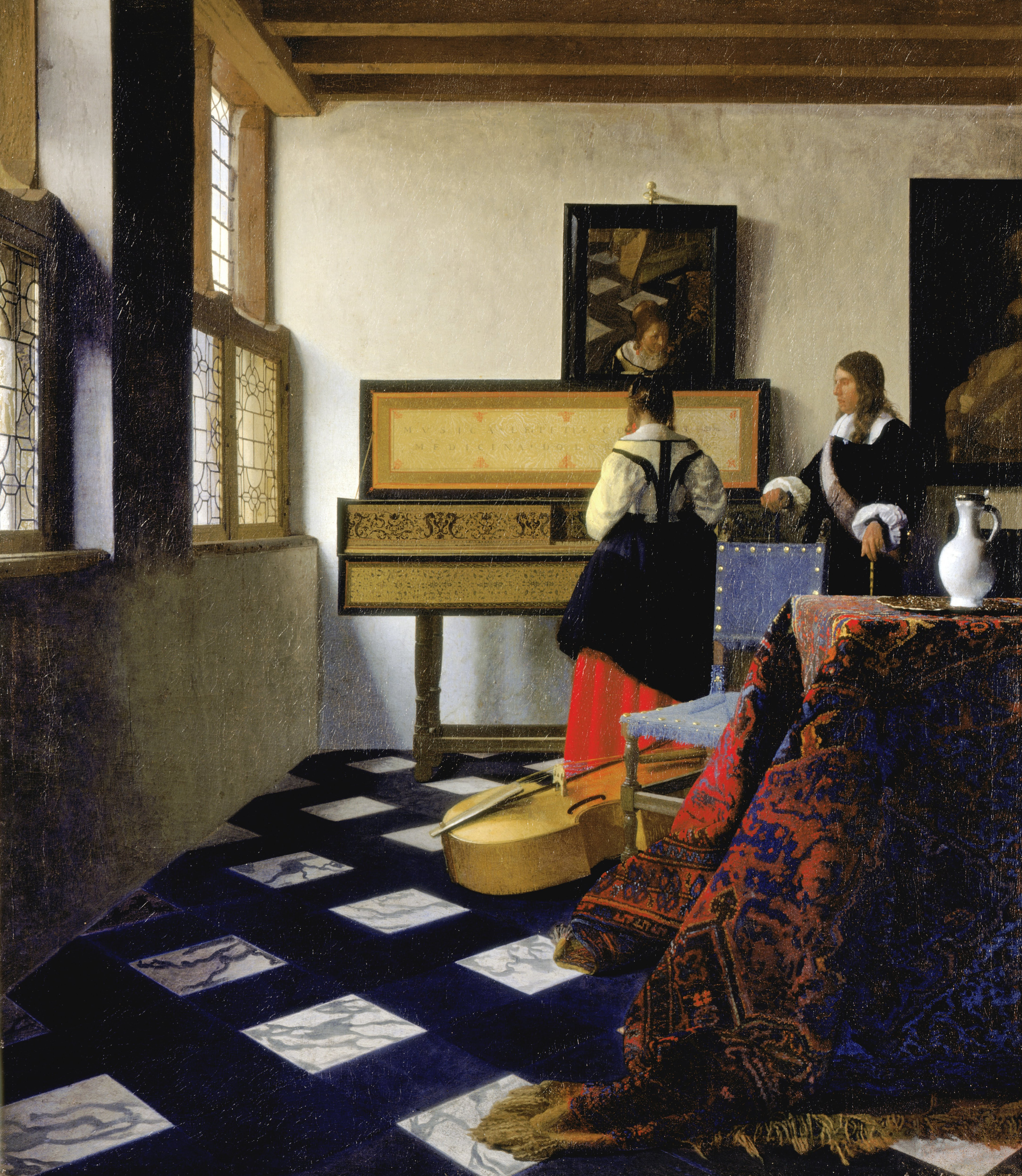
『音楽の稽古』1662年 - 1665年頃。ロイヤル・コレクション（バッキンガム宮殿）。
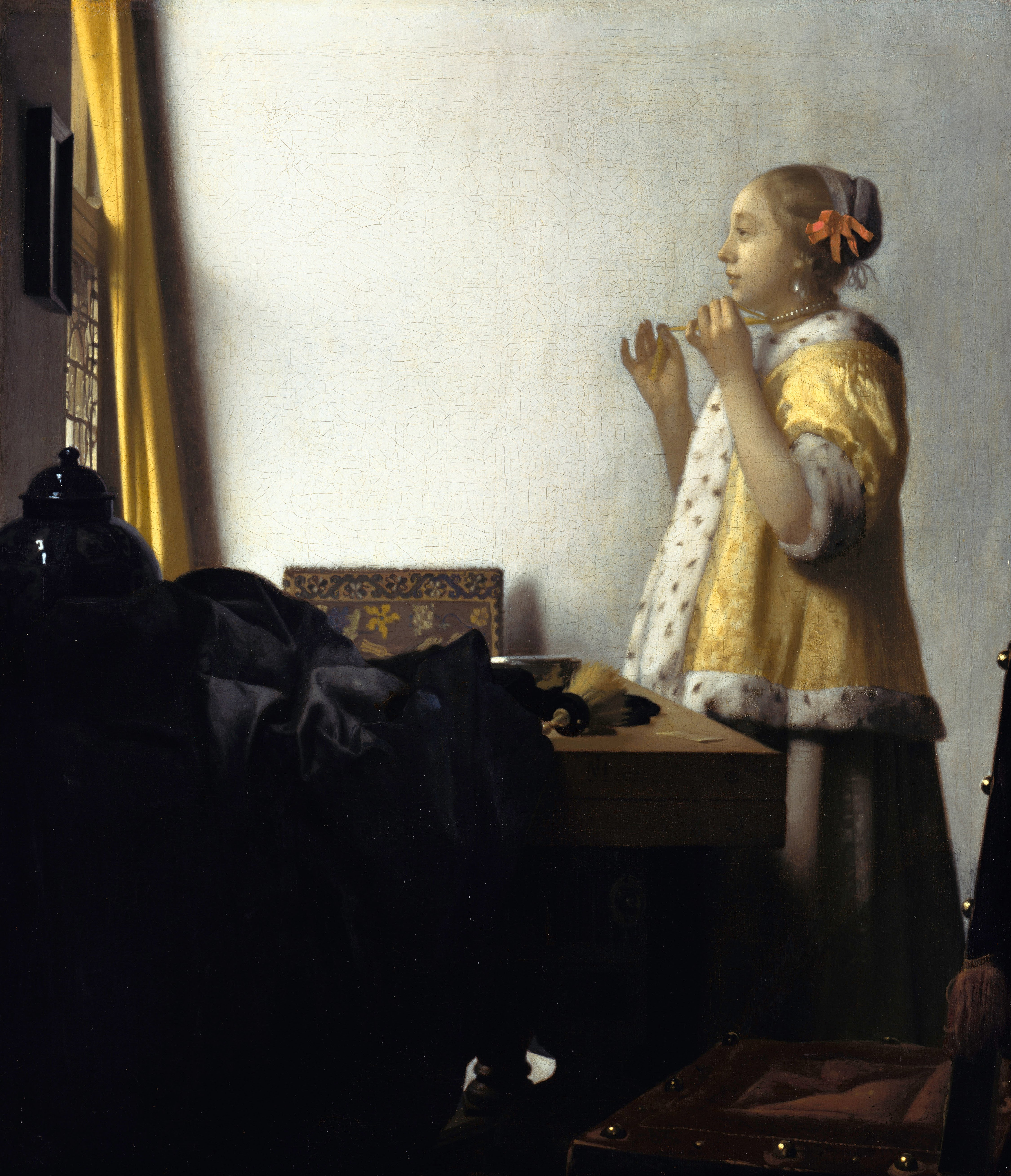
『真珠の首飾りの女』	1663年 - 1665年。絵画館（ベルリン）。
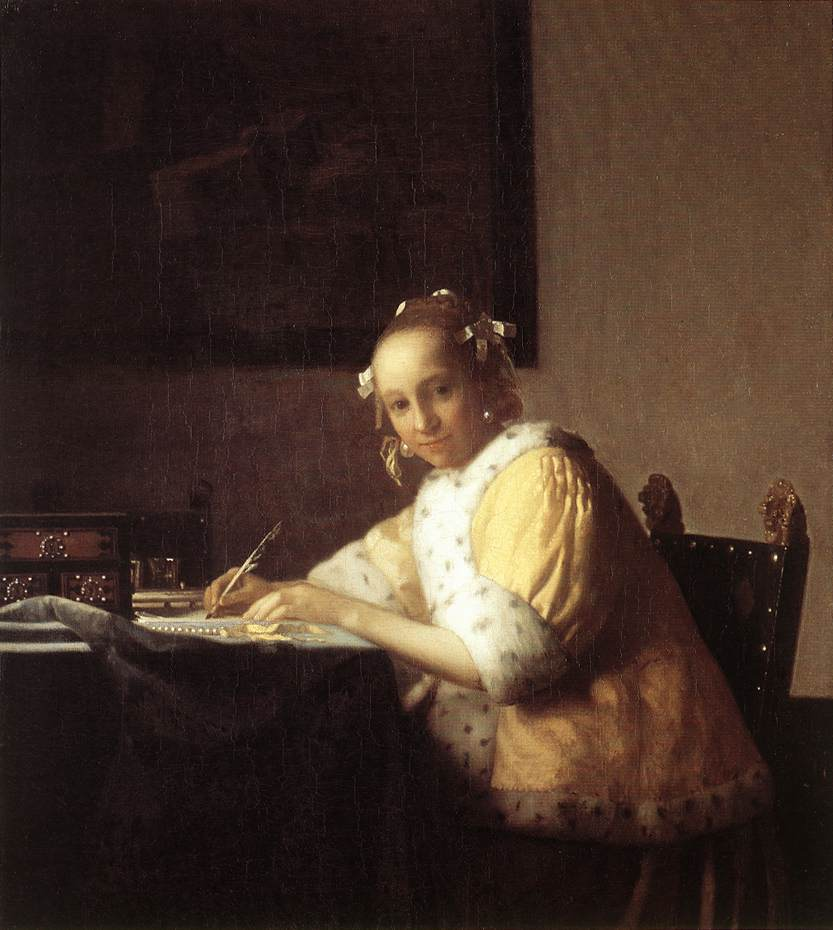
『手紙を書く女』1665年 - 1666年頃。ナショナル・ギャラリー（ワシントンD.C.）。
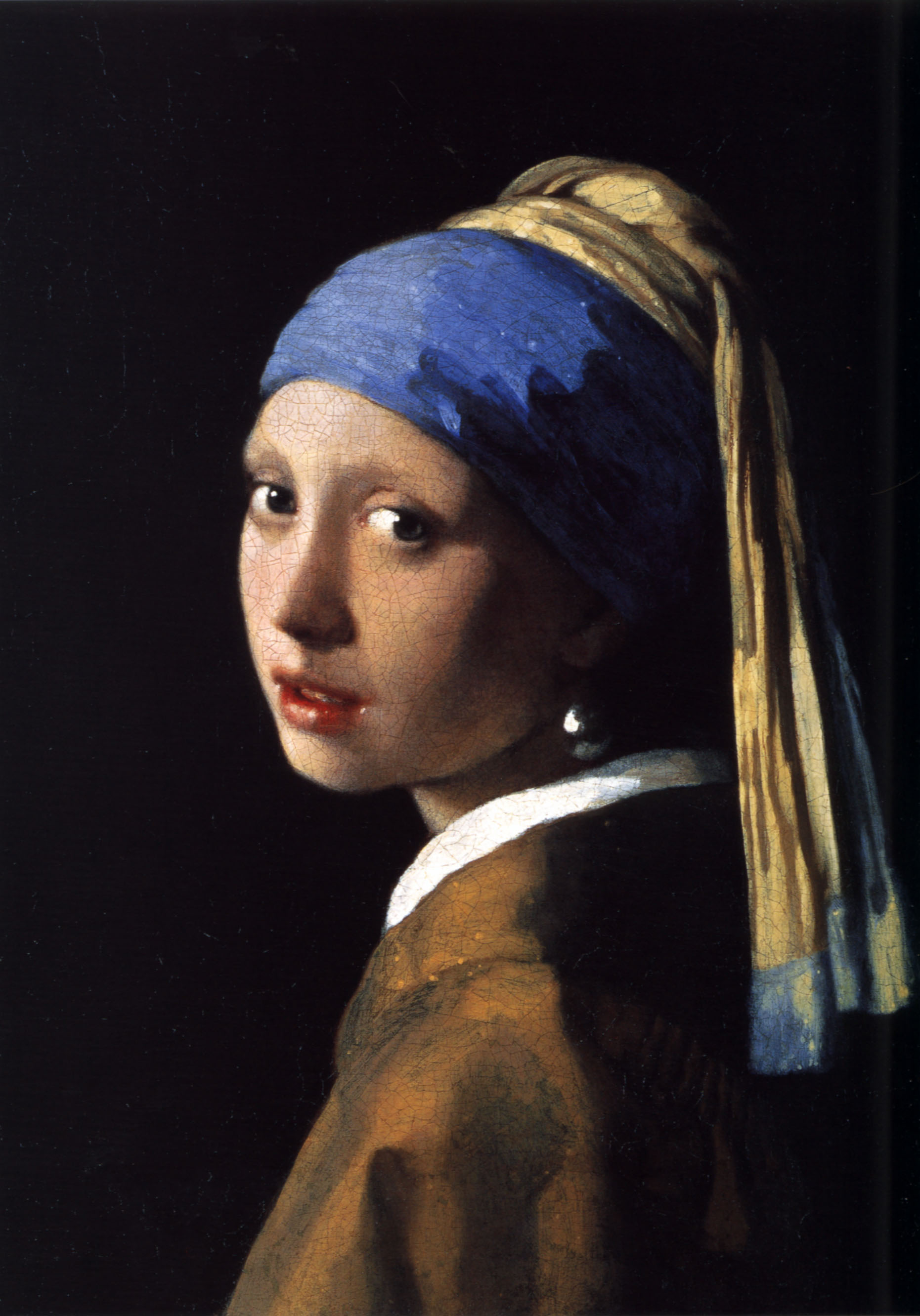
『真珠の耳飾りの少女』1665年頃。マウリッツハイス美術館（ハーグ）。
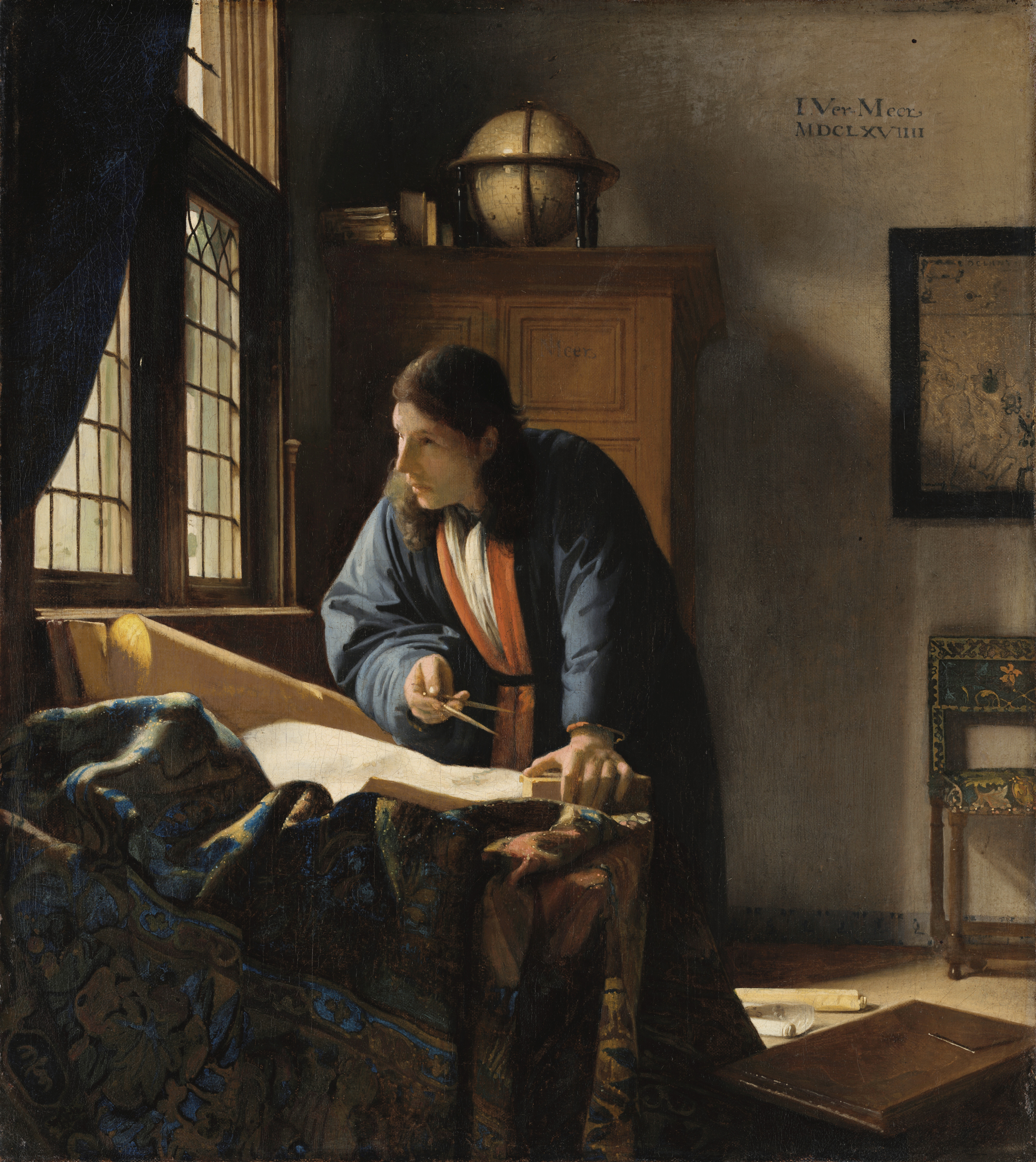
『地理学者』1669年頃。シュテーデル美術館（フランクフルト）。
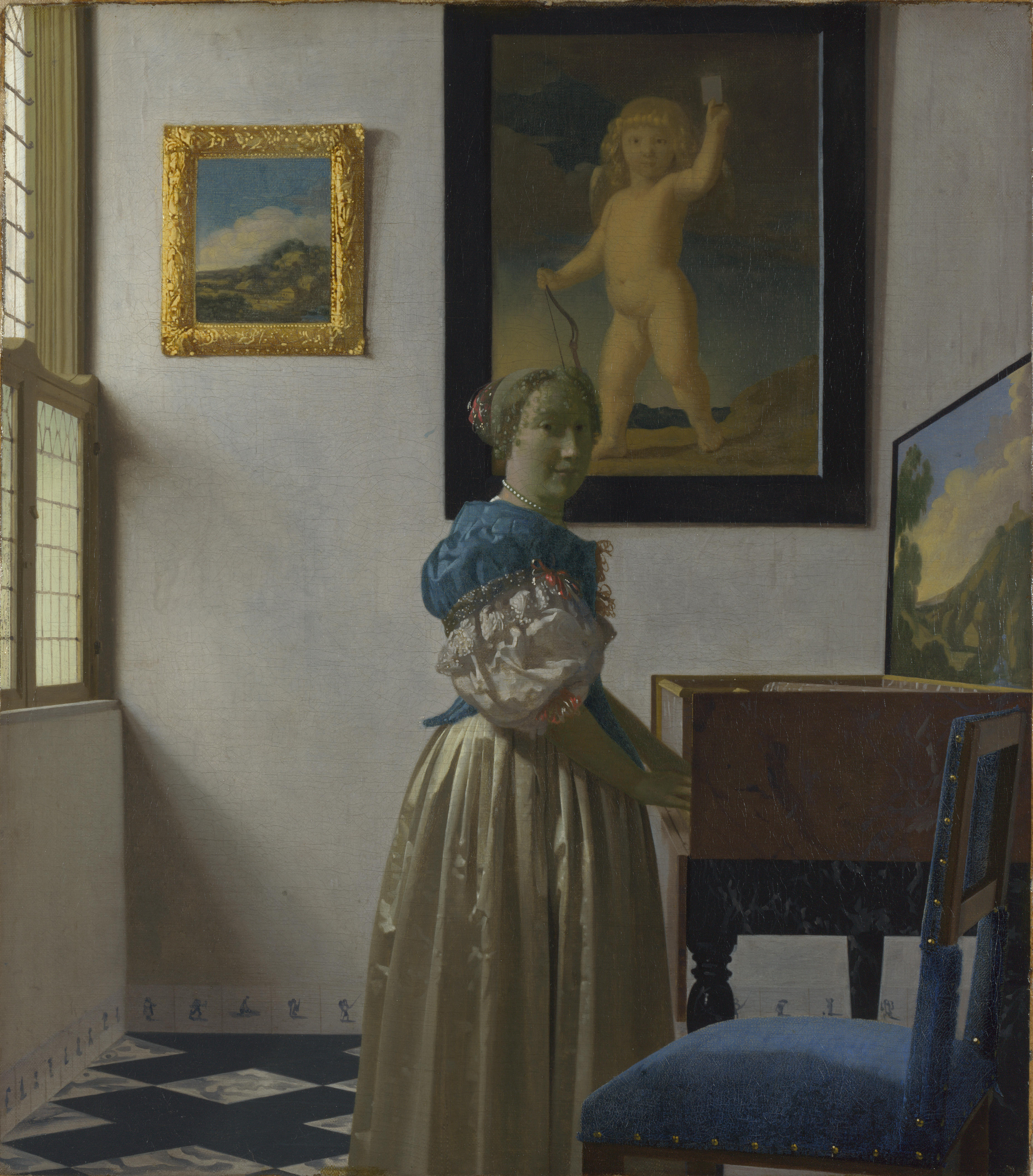
『ヴァージナルの前に立つ女』1673年 - 1675年頃。ナショナルギャラリー（ロンドン）。

### 都市景観画

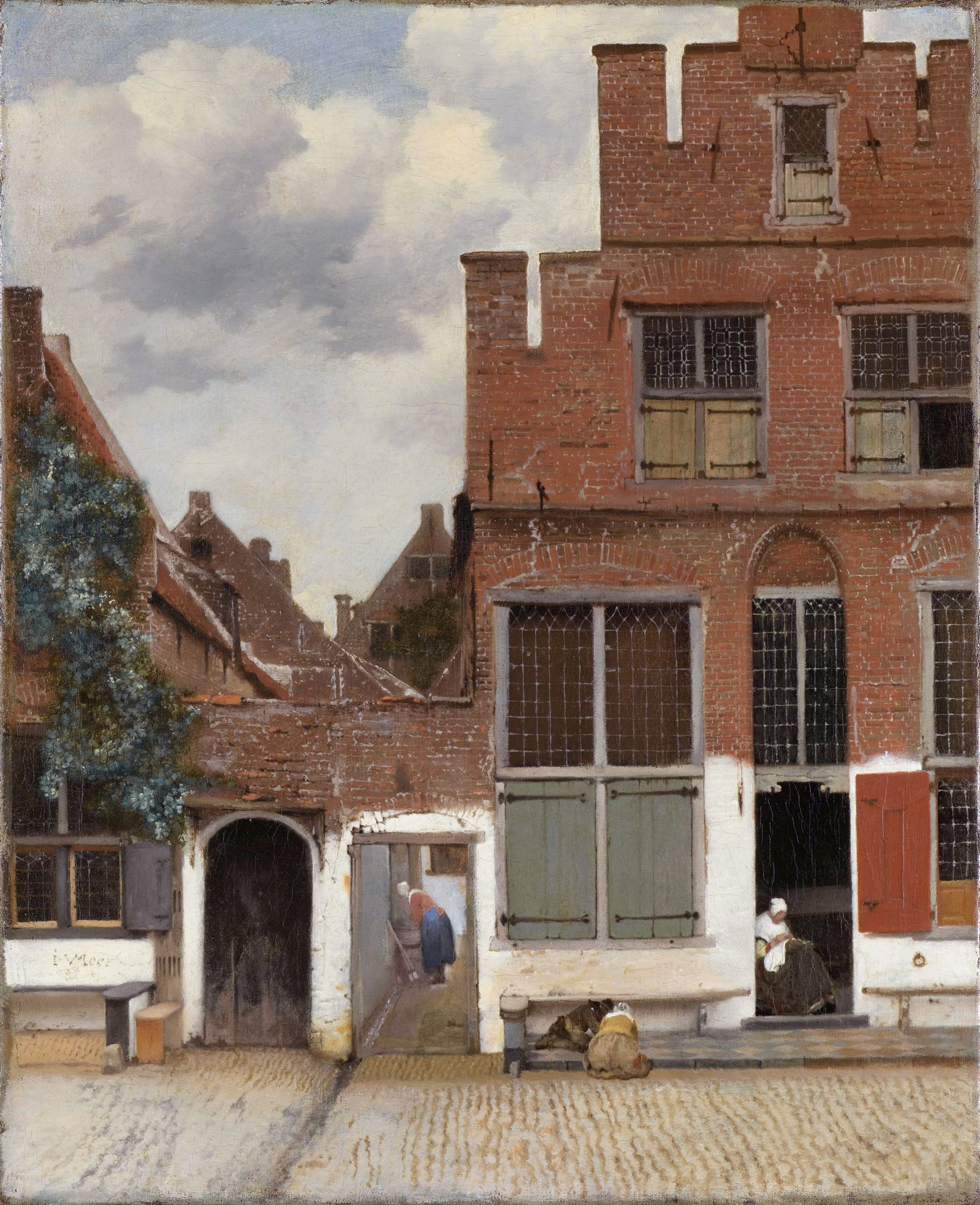
『小路』1658年頃。アムステルダム国立美術館。
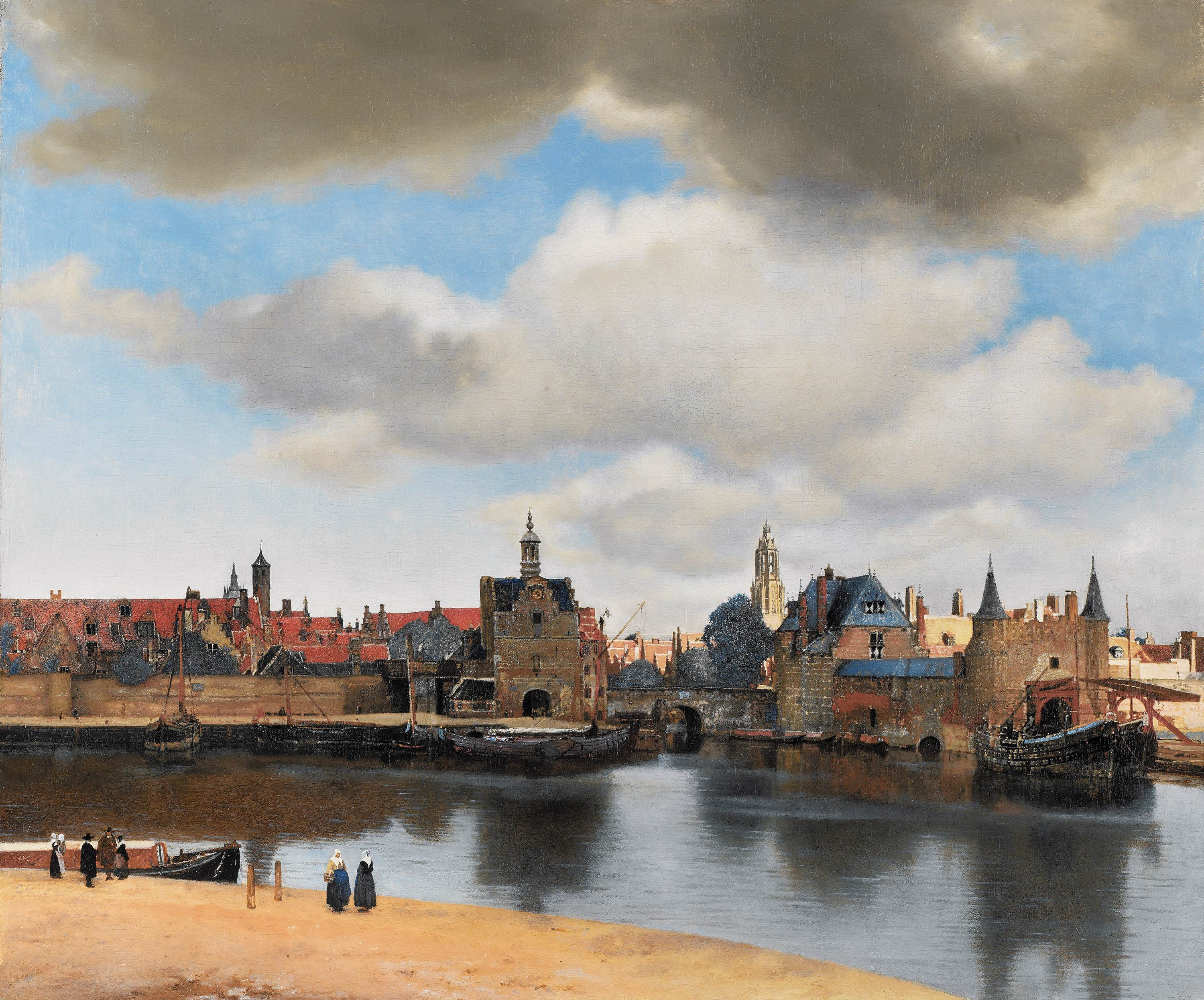
『デルフト眺望』1660年 - 1661年頃。マウリッツハイス美術館（ハーグ）。

### 単行本
- 赤瀬川原平『赤瀬川原平の名画探険 フェルメールの眼』講談社、1998年。ISBN 978-4-06-209012-4。
- 尾崎彰宏『西洋絵画の巨匠5 フェルメール』小学館、2006年。ISBN 978-4-09-675105-3。
- 木村泰司『名画の言い分 巨匠たちの迷宮』集英社、2009年。ISBN 978-4-08-781421-7。
- 朽木ゆり子『フェルメール 全点踏破の旅』（ヴィジュアル版）集英社〈集英社新書〉、2006年。ISBN 978-4-08-720358-5。
- 小林頼子『フェルメール論 -神話解体の試み-』（改訂版）八坂書房、2008年7月。ISBN 978-4-89694-913-1。
  - 抜粋版『フェルメール -作品と生涯-』 角川ソフィア文庫（改訂版）、2018年10月、ISBN 978-4-04-400442-2
  - 解説『フェルメール作品集』 東京美術、2018年、ISBN 978-4-8087-1130-6
- 星野知子『フェルメールとオランダの旅』小学館、2000年。ISBN 4-09-606053-4。
- 林綾野『フェルメールの食卓』講談社、2011年。ISBN 978-4-06-217046-8。
- フィリップ・ステッドマン（スウェーデン語版） 著、鈴木光太郎 訳『フェルメールのカメラ』新曜社、2010年（原著2001年）。ISBN 978-4788512078。
- フランク・ウイン 著、小林頼子、池田みゆき 訳『フェルメールになれなかった男』筑摩書房、2014年。ISBN 978-4480431424。

### その他
- 「特集フェルメール」『ユリイカ 詩と批評』2008年8月号、青土社、ISBN 978-4-7917-0181-0。